# La storia di Esther Costello
La storia di Esther Costello (The Story of Esther Costello) è un film del 1957 diretto da David Miller.

## Trama
Essendo il suo matrimonio con il donnaiolo Carlo Landi (Rossano Brazzi) ridotto in cenere, la ricca e senza figli Margaret Landi (Joan Crawford) trova uno sbocco emotivo nel trattare con condiscendenza una ragazza irlandese quindicenne sorda, muta e cieca di nome Esther Costello (Heather Sears). Le disabilità di Esther sono il risultato di un trauma infantile e sono psicosomatiche piuttosto che fisiche. Mentre Costello fa progressi con il Braille e il linguaggio dei segni, viene vista come un esempio di trionfo sulle avversità. Carlo viene a conoscenza della nuova vita di Margaret e rientra in scena. Vede Esther come una fonte di guadagno finanziario a buon mercato e organizza per lei una serie di tour di sfruttamento sotto la guida di un manager mercenario di nome Frank Wenzel (Ron Randell). Un giorno, quando Margaret è assente, Carlo violenta Esther, ormai sedicenne. Lo shock ripristina la vista e l'udito della ragazza. Quando Margaret viene a sapere delle doppiezze commerciali del marito e dello stupro, affida Esther alle cure di un prete e di un giovane giornalista che la ama (Lee Patterson). Margaret poi uccide Carlo e se stessa.

## Cast
- Joan Crawford nel ruolo di Margaret Landi
- Rossano Brazzi nel ruolo di Carlo Landi
- Heather Sears nel ruolo di Esther Costello
- Lee Patterson nel ruolo di Harry Grant
- Ron Randell nel ruolo di Frank Wenzel
- Fay Compton nel ruolo della Madre Superiora
- John Loder nel ruolo di Paul Marchant
- Denis O'Dea nel ruolo di Padre Devlin
- Sidney James nel ruolo di Ryan
- Bessie Love nel ruolo del caposala nella Galleria d'arte
- Robert Ayres nel ruolo del signor Wilson
- Sally Smith nel ruolo di Susan North
- Maureen Delaney nel ruolo di Jennie Costello
- Harry Hutchinson nel ruolo del pubblicano irlandese
- Tony Quinn nel ruolo di un cliente di un pub irlandese
- Janina Faye nel ruolo di Esther Costello, da bambina
- Victor Rietti nel ruolo del signor Gatti
- Wilfrid Brambell nel ruolo dell'uomo al pub (non accreditato)